# Silber (Stefan-Stoppok-Album)
Silber ist das achte Studioalbum des deutschen Sängers Stefan Stoppok und erschien 1995 bei Chlodwig Musik.

## Titelliste
1. Sansibar – 4:04
2. Schwafel nicht – 4:50
3. …und retour – 3:22
4. Modern, Modern – 2:30
5. Lied von den grinsenden Fischen – 2:12
6. Du in Schuld – 3:26
7. High o pie (How up do) – 3:00
8. Eine Schnulze – 2:49
9. Affen in Ruh – 3:52
10. Adam und Eva – 3:41
11. Hieb – 5:15
12. Wer mir fehlte – 3:06
13. Silber – 4:40
14. Erzähl’s deim’ Friseur – 3:22

## Charts und Chartplatzierungen
| ChartsChartplatzierungen | Höchstplatzierung | Wochen |
| ------------------------ | ----------------- | ------ |
| Deutschland (GfK)        | 57 (7 Wo.)        | 7      |